# Nesticella laotica
Espèce
Nesticella laotica est une espèce d'araignées aranéomorphes de la famille des Nesticidae.

## Distribution
Cette espèce est endémique du Laos. Elle se rencontre dans les provinces de Vientiane de Huaphan de Luang Prabang de Bolikhamsay.

## Description
Le mâle holotype mesure 2,60 mm et la femelle paratype 3,10 mm.

## Étymologie
Son nom d'espèce lui a été donné en référence au lieu de sa découverte, le Laos.

## Publication originale
- Grall & Jäger, 2016 : Four new species of the spider genus Nesticella Lehtinen & Saaristo, 1980 from Laos, Thailand and Myanmar and the first description of the male of Nesticella yui Wunderlich & Song, 1995 with a proposed new diagnostic character for the family Nesticidae Simon, 1894 (Arachnida, Araneae). Zootaxa, no 4085(2), p. 248-264.